# Папа, умер Дед Мороз
«Папа, умер Дед Мороз» — советский фильм режиссёра Евгения Юфита 1991 года по мотивам рассказа А. К. Толстого «Семья вурдалака».

## Сюжет
В основе фильма лежит предложенная Алексеем Германом идея экранизировать «Семью вурдалака» А. К. Толстого. Однако конечный результат имеет мало общего с первоисточником.
В подвале странная пара — дедушка и мальчик — расставляют петли-ловушки, чтобы поймать-повесить человека-добычу. В это же самое время учёный-биолог устремляется в деревню к двоюродному брату, чтобы закончить рассказ о бурозубке. Странное поведение здешних обитателей притягивает его внимание. Каждый из них одержим маниакальными идеями, мистическими по своей сути. Они насильно пополняют ряды себе подобных новыми членами, деформируя их психику через вовлечение в различного рода садомазохистские акты.

## В ролях
- Иван Ганжа
- Анатолий Егоров
- Борис Ильясов
- Людмила Козловская
- Валерий Криштапенко
- Владимир Маслов
- Саша Лялин
- Максим Грибов

## Призы
- Гран-при МКФ в Римини (1992)